# 崔彥撝
崔彦撝（868年—944年），初名慎之。朝鲜半岛新罗、高丽王朝人物，与崔致远、崔承祐并称“一代三崔”。
崔彦撝出身庆州，性情寬厚，自幼年能做文章。新羅末年，十八岁时（885年），到唐朝遊學。天祐三年（906年），参加禮部侍郎薛廷珪主持的科举考试，及第。当時他和渤海国宰相烏炤度之子烏光贊同年及第，烏炤度到洛阳朝觐唐哀帝，見儿子在崔彦撝之下，上表請奏：“臣往年入朝，登第，名在李同之上，现在臣的儿子光贊应该升在崔彦撝之上。”唐朝朝廷以为崔彦撝才學優秀，不許。崔彦撝四十二岁时（909年），回到新羅國，官至執事省侍郎、瑞書院學士。高丽太祖開國，崔彦撝全家來投奔，高丽太祖命他爲太子師傅，委任他管理文翰，宮院額號都是他撰定，一時貴戚都以他为師。官至大相、元鳳大學士、翰林院令、平章事。高丽惠宗元年（944年），崔彦撝卒，时年七十七岁。惠宗非常哀悼，贈政匡，謚号文英。
其子崔光胤、崔行歸、崔光遠、崔行宗。崔光胤作为賓貢進士遊學后晉，被契丹國俘虜，因为才能被任命为官。出使龜城，知契丹將侵高丽，写信给当地蕃人告知高丽朝廷。於是，高丽命有司選士兵三十萬，號为光軍。崔行歸遊學吳越國，吳越王任命他为秘書郎。回到高丽，作为高丽光宗的倖臣，被处死。崔光遠官至秘書少監，其子崔沆。